# Canal dels dos Mars
El canal dels dos Mars (en francès canal des Deux-Mers) és el conjunt d'obres hidràuliques que uneixen l'oceà Atlàntic amb el Mar Mediterrani a la zona del Migdia de França. Aquestes obres foren dissenyades durant el segle xvii per diferents enginyers francesos i van permetre unir els dos territoris i evitar la connexió fent la volta a la península Ibèrica.
Les obres que permeten unir els dos mars són les següents:
- Canal lateral de la Garona, de Tolosa de Llenguadoc a l'estuari de la Gironda.
- Canal del Migdia, de Tolosa de Llenguadoc a Seta. Aquest canal es perllonga amb el Canal del Roine a Seta, fins a la desembocadura d'aquest riu.

Ambdós canals s'uneixen a Tolosa de Llenguadoc i tenen com a punt culminant el Seuil de Narouze (189 m) a la divisòria d'aigües dels dos mars als departaments de l'Alta Garona i de l'Aude.